# Barberenasuchus
Barberenasuchus é um gênero extinto de Archosauriformes. Fósseis (crânio mal conservado e Áxis vértebra) foram encontrados na Formação Santa Maria, no sul do Brasil do perído Triássico Superior. Sua posição filogenética dentro dos Archosauriformes é incerto, o autor de sua descrição classificou-o como um Sphenosuchia Crocodylomorpha, enquanto Kischlat (2000) considerou ser um Rauisuchia. Irmis, Nesbitt e Sues (2013) afirmou que "Não conseguimos encontrar caracteres Crocodylomorpha preservados no espécime holótipo". Com base na presença de uma fenestra anterorbital os autores classificaram o Barberenasuchus como Archosauriformes, mas afirmou que, sem mais estudos, não é possível atribuí-la a qualquer grupo de Archosauriformes específico. É nomeado em homenagem ao paleotólogo brasileiro Mário Costa Barberena.